# Crazy Crazy Nights
Singles de Kiss
Tears Are Falling
(1985) Reason to Live
(1987)
Pistes de Crazy Nights
I'll Fight Hell to Hold You
(2)
Crazy Crazy Nights est une chanson du groupe de Hard rock américain Kiss, parue sur l'album Crazy Nights en 1987.
Écrit par le chanteur / guitariste Paul Stanley et par le collaborateur de longue date Adam Mitchell, le single est sorti le 18 août 1987 avec la chanson No, No, No sur la face-B. Le single a atteint la 65e position au Billboard Hot 100 et la 37e au Mainstream Rock Tracks chart. La chanson fut un succès au Royaume-Uni où le single se classa à la 4e position, comme en Norvège où il atteignit la 7e position.
En 1987, le magazine de Hard rock Circus a publié Crazy Crazy Nights comment étant la meilleure chanson que Kiss n'ait jamais enregistrée. La chanson comporte la ligne We love it loud, qui fait référence à la chanson I Love It Loud, chanson parue sur l'album Creatures of the Night en 1982.
Le titre est devenu un classique en concert, régulièrement joué en live jusqu'à la mort d'Eric Carr en novembre 1991. Les fans insistèrent longuement pour que la chanson refasse apparition dans la liste des titres joués en live, le groupe réintégra alors le morceau sur leur tournée Sonic Boom en Europe en 2010.

## Composition du groupe
- Paul Stanley – guitare rythmique, chants
- Gene Simmons – basse
- Eric Carr – batterie
- Bruce Kulick – guitare solo

## Liste des titres
| 1. | Crazy Crazy Nights         | Paul Stanley, Adam Mitchell               | 3:44 |
| 2. | No, No, No                 | Gene Simmons, Eric Carr, Bruce Kulick     | 4:14 |
| 3. | When Your Walls Come Down  | Paul Stanley, Adam Mitchell, Bruec Kulick | 3:44 |
| 4. | Crazy Crazy Nights (vidéo) | Paul Stanley, Adam Mitchell               | 3:49 |

| A1. | Crazy Crazy Nights | Paul Stanley, Adam Mitchell                | 3:44 |
| A2. | No, No, No         | Gene Simmons, Eric Carr, Bruce Kulick      | 4:14 |
| B1. | Lick It Up         | Paul Stanley, Vinnie Vincent               | 3:58 |
| B2. | Uh! All Night      | Paul Stanley, Desmond Child, Jean Beauvoir | 4:01 |

| A1. | Crazy Crazy Nights | Paul Stanley, Adam Mitchell           | 3:44 |
| A2. | No, No, No         | Gene Simmons, Eric Carr, Bruce Kulick | 4:14 |
| B1. | Heaven's on Fire   | Paul Stanley, Desmond Child           | 3:18 |
| B2. | Tears Are Falling  | Paul Stanley                          | 3:55 |

## Charts
| Année | Pays        | Chart             | Position | Réf   |
| ----- | ----------- | ----------------- | -------- | ----- |
| 1987  | États-Unis  | Billboard Hot 100 | 65       | [ 1 ] |
| 1987  | États-Unis  | Maintream Rock    | 37       | [ 1 ] |
| 1987  | Royaume-Uni | UK Singles Chart  | 4        | [ 2 ] |
| 1987  | Pays-Bas    | MegaCharts        | 28       | [ 3 ] |
| 1987  | Norvège     | VG-lista          | 7        | [ 4 ] |

## Format
| Année | Pays        | Format                    | Catalogue | Label           |
| ----- | ----------- | ------------------------- | --------- | --------------- |
| 1987  | Royaume-Uni | Vinyle 12"                | KISS 712  | Vertigo Records |
| 1987  | Royaume-Uni | Vinyle 12" (Picture-disc) | KISSP 712 | Vertigo Records |
| 1987  | Pays-Bas    | Vinyle 7"                 | 888 796-7 | PolyGram        |
| 1987  | États-Unis  | Vinyle 7"                 | kiss 7    | Vertigo Records |
| 1987  | États-Unis  | CD (promo)                | CDP 04    | Mercury Records |
| 1988  | États-Unis  | CD (+ vidéo, NTSC)        | 080 232-2 | Mercury Records |
| 1988  | Royaume-Uni | CD (+ vidéo, Pal)         | 080 232-2 | Mercury Records |